# رایانه انسانی

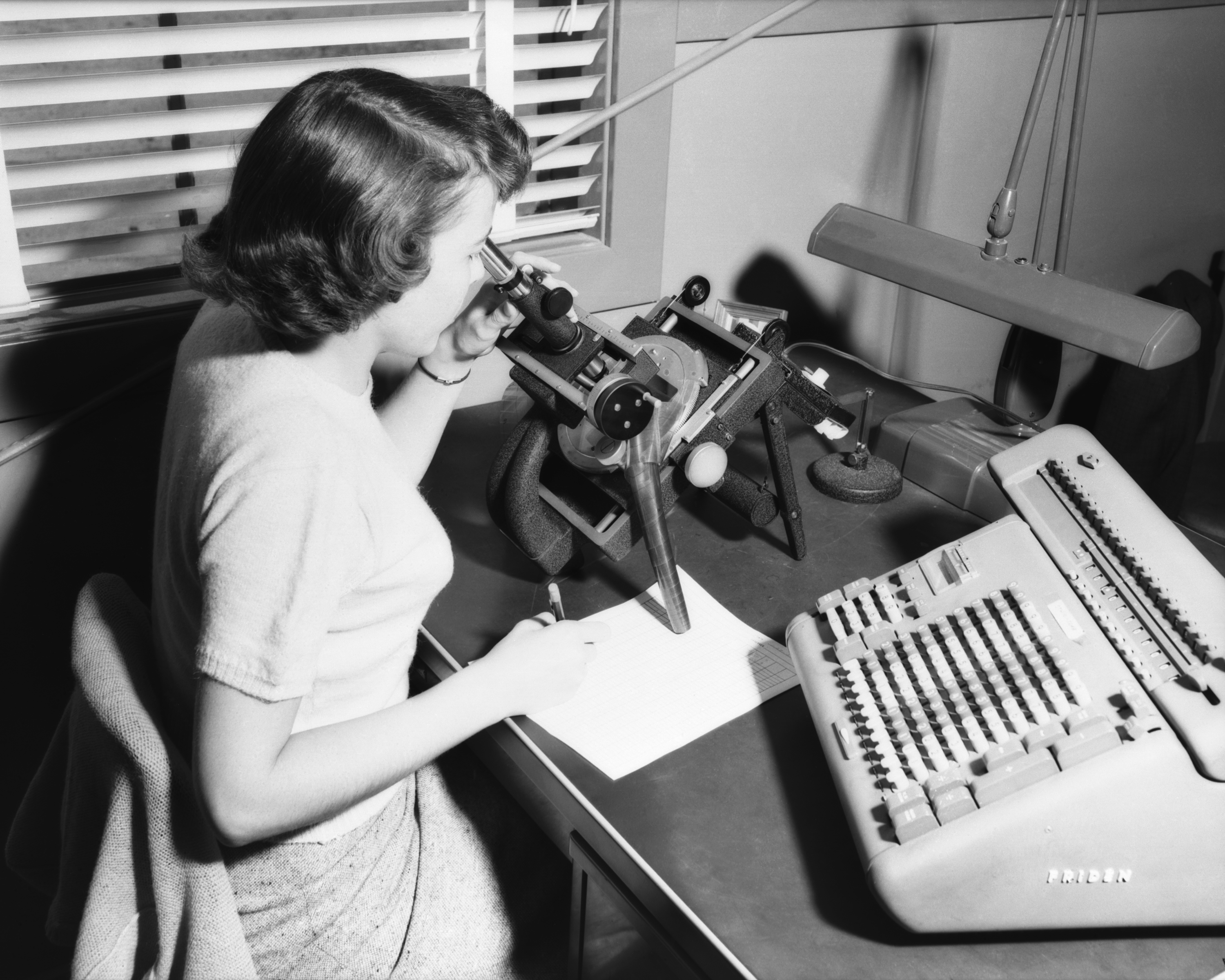
یک رایانهٔ انسانی با تلسکوپ و ماشین حساب در سال ۱۹۵۲. در گذشته زن‌ها به علت عدم توازن درآمدی بین جنسیت‌ها به‌عنوان رایانه انسانی به‌طور گسترده استخدام می‌شدند.

رایانه انسانی (انگلیسی: Human computer) شخصی است که پیش از ظهور تجاری رایانه‌ها محاسبه‌های ریاضی را انجام می‌داد. اصطلاح رایانه (شمارنده یا محاسبه‌کننده) از سده هفدهم میلادی استفاده می‌شد (اولین نوشته‌ای که در آن از این اصطلاح استفاده شده به سال ۱۶۱۳ میلادی برمی‌گردد) و معنایش شخصی است که محاسبه می‌کند. «رایانه انسانی باید از قوانین مشخصی پیروی کند و مجاز نیست از این قواعد به هیچ نحوی منحرف شود. از گروه‌هایی از محاسبه‌گران برای انجام محاسبات طولانی و اغلب خسته‌کننده استفاده می‌شد.» کار محاسبه به صورتی تقسیم می‌شود که بشود به صورت موازی پیش برود. غالباً گروه دیگری نیز همان محاسبات را انجام می‌دهند تا صحت محاسبه‌های انجام‌شده تأیید شود.
از اواخر سده بیستم میلادی اصطلاح «رایانه انسانی» همین‌طور به افرادی گفته می‌شود که نیروی محاسبه ذهنی شگفت انگیزی دارند و به آنها حسابگر ذهنی می‌گویند.